# Amarjit Singh Kiyam
Amarjit Singh Kiyam (sinh ngày 6 tháng 1 năm 2001) là một cầu thủ bóng đá người Ấn Độ thi đấu ở vị trí tiền vệ cho Indian Arrows ở I-League.

## Sự nghiệp
Sinh ra ở Manipur, Amarjit từng nằm trong AIFF Elite Academy chuẩn bị cho Giải vô địch bóng đá U-17 thế giới 2017 diễn ra ở Ấn Độ. Sau giải đấu, Amarjit được lựa chọn thi đấu cho Indian Arrows, một đội bóng của All India Football Federation bao gồm các cầu thủ U-20 Ấn Độ để họ có thời gian chơi bóng. Anh có màn ra mắt cho cho đội bóng ở trận đầu tiên của Arrow trong mùa giải trước Chennai City. Anh đá chính và thi đấu cả trận khi Indian Arrows giành chiến thắng 3–0.
Ngày 29 tháng 12 năm 2017, Amarjit nhận thẻ đỏ đầu tiên sau khi nhận thẻ vàng thứ hai ở phút 64 trong trận đấu của Indian Arrows trước Mohun Bagan.

## Quốc tế
Amarjit đại diện U-17 Ấn Độ tham dự Giải vô địch bóng đá U-17 thế giới 2017 tổ chức ở Ấn Độ.

## Thống kê sự nghiệp
Tính đến 16 tháng 2 năm 2018
| Câu lạc bộ          | Mùa giải            | Giải vô địch        | Giải vô địch | Giải vô địch | Cúp     | Cúp       | Châu lục | Châu lục  | Tổng    | Tổng      |
| Câu lạc bộ          | Mùa giải            | Hạng đấu            | Số trận      | Bàn thắng    | Số trận | Bàn thắng | Số trận  | Bàn thắng | Số trận | Bàn thắng |
| ------------------- | ------------------- | ------------------- | ------------ | ------------ | ------- | --------- | -------- | --------- | ------- | --------- |
| Indian Arrows       | 2017–18             | I-League            | 15           | 1            | 0       | 0         | —        | —         | 15      | 1         |
| Tổng cộng sự nghiệp | Tổng cộng sự nghiệp | Tổng cộng sự nghiệp | 15           | 1            | 0       | 0         | 0        | 0         | 15      | 1         |